# 増田光吉
増田光吉（ますだ こうきち、1924年5月21日-1988年9月24日）は、日本の社会学者。家族社会学、住宅などについて研究した。
大阪府出身。京都帝国大学文学部社会学科卒。甲南大学助教授、教授。

## 著書
- 『鉄筋アパート街の生活をさぐる 西宮市北口団地社会教育実態調査の報告』西宮市教育委員会 1960
- 『アメリカの家族・日本の家族』日本放送出版協会 NHKブックス 1969
- 『若者とお年寄り 日米比較』富山県教育委員会 1982
- 『ファミリーリバース ニッポンの家族は蘇生する!』企画タモン 1990

### 共編著
- 『家族社会学 現代家族の実態と病理』大橋薫共編著 川島書店 1966
- 『家族変動の社会学』青井和夫共編 培風館 1973
- 『現代のしつけと親子関係 社会階層・生活意識による調査と分析』姫岡勤,上子武次共編著 川島書店 1974
- 『三世代家族 世代間関係の実証的研究』上子武次共編著 垣内出版 1976
- 『日本人の家族関係 異文化と比較して《新しい家庭像》をさぐる』上子武次共編 有斐閣選書 1981
- 『老人と家族』編 中央法規出版 介護者のための老人問題実践シリーズ 1989

### 翻訳
- J.ウェスト『プレインヴィルUSA 1940年のアメリカ農村生活誌』監訳 世界思想社 1987

## 論文
- <増田光吉